# 卢兹车站
卢兹车站（葡萄牙語：Estação da Luz，IPA：[istaˈsɐ̃w̃ da ˈlus]）是巴西圣保罗市卢兹居民区的一座铁路车站。该车站由圣保罗都市圈铁路公司运营，属圣保罗都市圈铁路系统的一部分。卢兹车站内有著名的葡萄牙语博物馆，于2006年落成。卢兹地铁站也在火车站附近。

## 历史

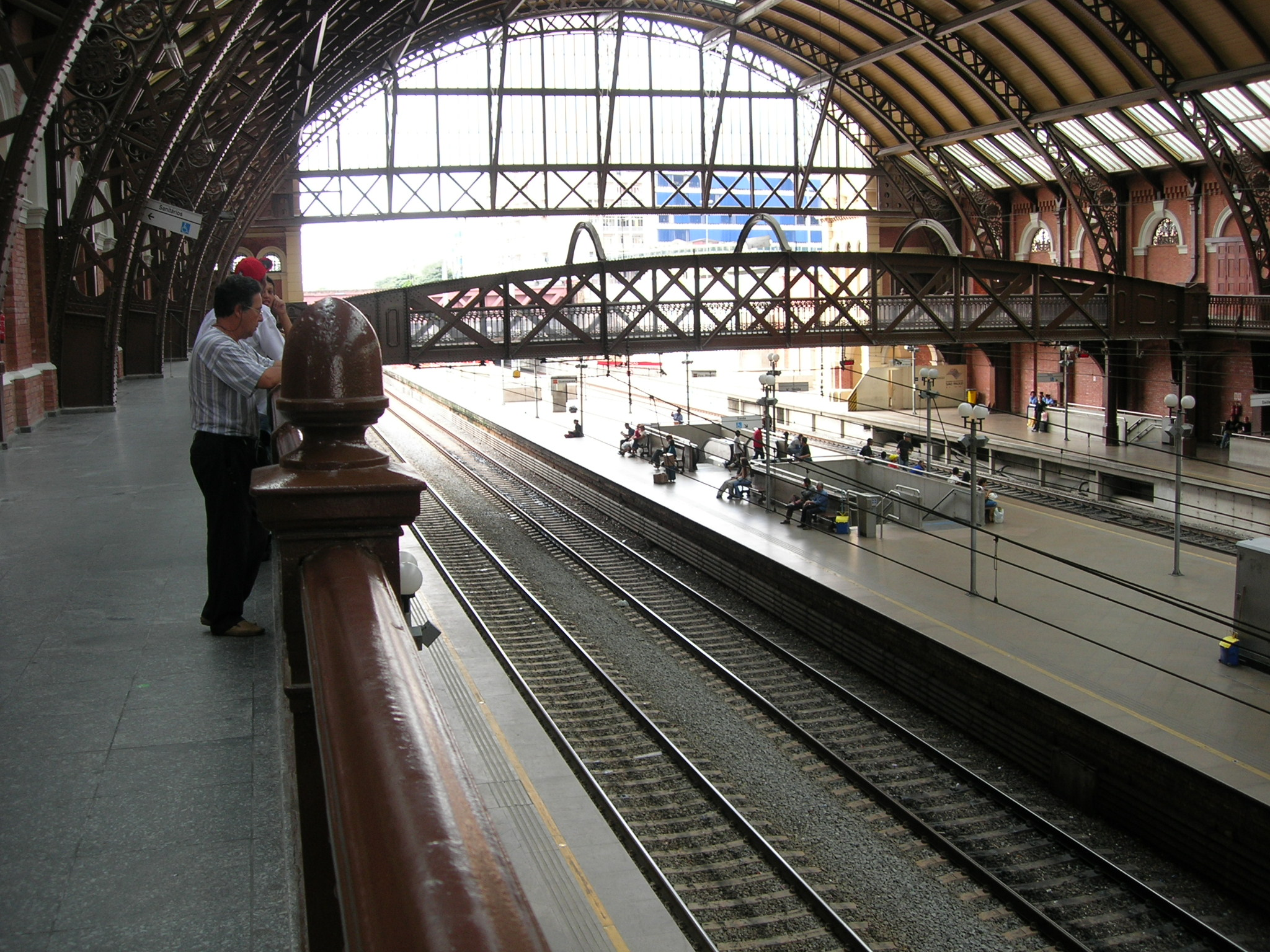

卢兹车站建于19世纪末，当时计划作为新建成的圣保罗铁路公司的总部。20世纪初时，卢兹车站是通往圣保罗市的主要入口，有着重大的经济意义，因为来自桑托斯市的咖啡以及其他进口物品都要经由该车站进入城市。
如今的车站建筑建成于1901年，建筑材料来自英国。车站由Saracen Foundry公司设计建造，组装于格拉斯哥，而后拆卸运送至圣保罗市重新组装。建筑的设计师是英国的亨利·德赖弗。
20世纪40年代时车站曾经遭遇火灾，在重建过程中，给建筑新增了一层楼。自那时起，巴西的铁路运输和卢兹居民区的昔日景象都开始呈现衰退趋势。20世纪90年代，车站得以修缮。

## 文化意义

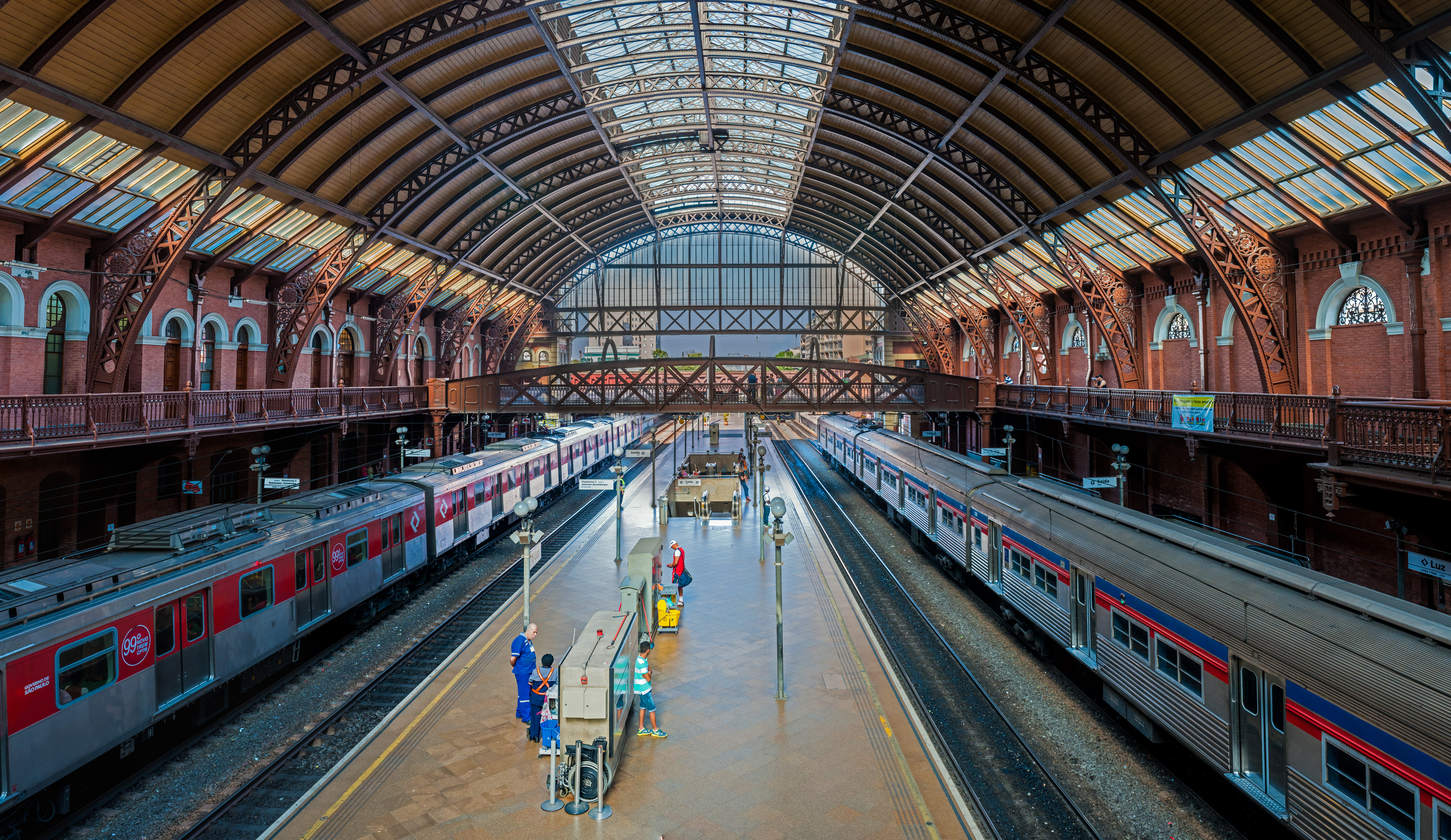
卢兹车站内部

卢兹车站建成时，圣保罗市还主要依靠咖啡作为主要收入来源，后来车站一直保留至今。数十年来，车站的塔楼一直占据圣保罗市天际线的一部分，圣保罗市所有的钟也以塔楼上的钟作为参照。
20世纪初，卢兹车站是圣保罗市的标志性建筑之一，代表着城市形象。隨著聖保羅地鐵的建設，20世紀70年代期間，拉莫斯阿澤維多紀念碑是一個主要地標，從根本上改變了景點的形象，但為車站賦予一個更大紀念意義的車站。